# Spilosoma papyratia
Spilosoma papyratia là một loài bướm đêm thuộc phân họ Arctiinae, họ Erebidae.